# 托尔蒂桑贝尔
托尔蒂桑贝尔（法語：Tortisambert，法語發音：[tɔʁtizɑ̃bɛʁ] ⓘ）是法国卡尔瓦多斯省的一个旧市镇，属于利雪区。2016年，托尔蒂桑贝尔与临近的21个市镇合并为新市镇利瓦罗派多日。

## 地理
托尔蒂桑贝尔（48°57'58"N, 0°7'3"E）面积6.07 平方千米，位于法国诺曼底大区卡爾瓦多斯省，该省份为法国西北部沿海省份，北濒大西洋英吉利海峡，东北与滨海塞纳省以海上边界相接，东临厄尔省，南至奧恩省，西与芒什省接壤。
与托尔蒂桑贝尔接壤的市镇（或旧市镇、城区）包括：莱索泰勒-圣巴齐勒、拉沙佩勒欧特格吕、厄尔特旺、卢东。

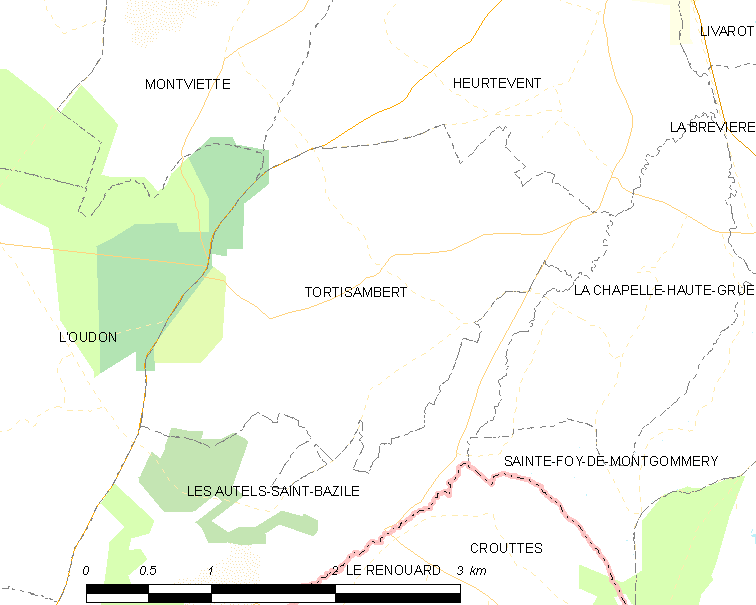
托尔蒂桑贝尔的OSM定位图

托尔蒂桑贝尔的时区为UTC+01:00、UTC+02:00（夏令时）。

## 行政
托尔蒂桑贝尔的邮政编码为14140，INSEE市镇编码为14696。

## 政治
托尔蒂桑贝尔所属的省级选区为利瓦罗派多日县。

## 人口

1962-2008年间托尔蒂桑贝尔人口变化图示

托尔蒂桑贝尔于2018年1月1日时的人口数量为125人。